# 잉그리드 안드레스
잉그리드 안드레스(Ingrid Andress, 1991년 2월 1일 ~ )는 미국의 싱어송라이터이다. 제63회 그래미 어워드(2021년)에서 3개 부문(신인상, 최우수 컨트리 송, 최우수 컨트리 앨범)후보에 올랐다. 제65회 그래미 어워드에서도 최우수 컨트리 듀오/그룹 퍼포먼스 부문 후보에 올랐다.

## 음반 목록
- Lady Like (2020)
- Good Person (2022)